# Lilaeopsis tenuis
Lilaeopsis tenuis là một loài thực vật có hoa trong họ Hoa tán. Loài này được A.W. Hill mô tả khoa học đầu tiên năm 1927.